# Aeroportul Gondia
Aeroportul Gondia (IATA: GDB, ICAO: VAGD) este un aeroport din Gondia⁠(d), Gondia district⁠(d), Nagpur division⁠(d), Maharashtra, India ce deservește zona Gondia⁠(d). Aeroportul a fost tranzitat în noiembrie 2022 de 21 de pasageri. A fost numit după zona deservită.
Situat la o altitudine de 311 m, aeroportul dispune de o singură pistă. Este operat de Airports Authority of India⁠(d).